# Barranquet de Carlús
El barranquet de Carlús és un barranc del Montsià, que neix als 1.990 metres d'altitud i desemboca al barranc de la Coscollosa.